# Dalechowy
Dalechowy is een plaats in het Poolse district  Jędrzejowski, woiwodschap Święty Krzyż. De plaats maakt deel uit van de gemeente Imielno en telt 180 inwoners.